# Лая Понс
Лая Понс  (ісп. Laia Pons, 24 квітня 1993) — іспанська спортсменка, спеціалістка з синхронного плавання, олімпійська медалістка.

## Виступи на Олімпіадах
| Олімпіада   | Дисципліна | Місце |
| ----------- | ---------- | ----- |
| Лондон 2012 | командні   | 3     |

## Зовнішні посилання
- Досьє на sport.references.com [Архівовано 18 грудня 2012 у Wayback Machine.]